# Metridium
Metridium — рід актиній родини Metridiidae. Поширений на півночі Тихого та Атлантичного океану. Вони характеризуються своїми численними ниткоподібними щупальцями, що тягнуться з вершини гладкої циліндричної колони, і можуть змінюватися у висоту від кількох сантиметрів до одного метра або більше. У більших екземплярів ротовий диск стає щільно вигнутим і гофрованим.

## Опис
Перелік видів згідно з World Register of Marine Species (WoRMS):
- Metridium canum Stuckey, 1914
- Metridium dianthus Ellis, 1768
- Metridium exile Hand, 1956
- Metridium farcimen (Tilesius, 1809)
- Metridium huanghaiensis Pei, 1998
- Metridium senile (Linnaeus, 1761)
- Metridium sinensis Pei, 1998